# Championnats du monde de cross-country 2013
Navigation
Édition précédente Édition suivante
Les 40es championnats du monde de cross-country ont lieu le 24 mars 2013 au Myślęcinek Park, à Bydgoszcz, en Pologne. L'épreuve masculine est remportée par le Kenyan Japhet Korir en 32 min 45 s, et l'épreuve féminine par sa compatriote Emily Chebet en 24 min 24 s.

## Organisation

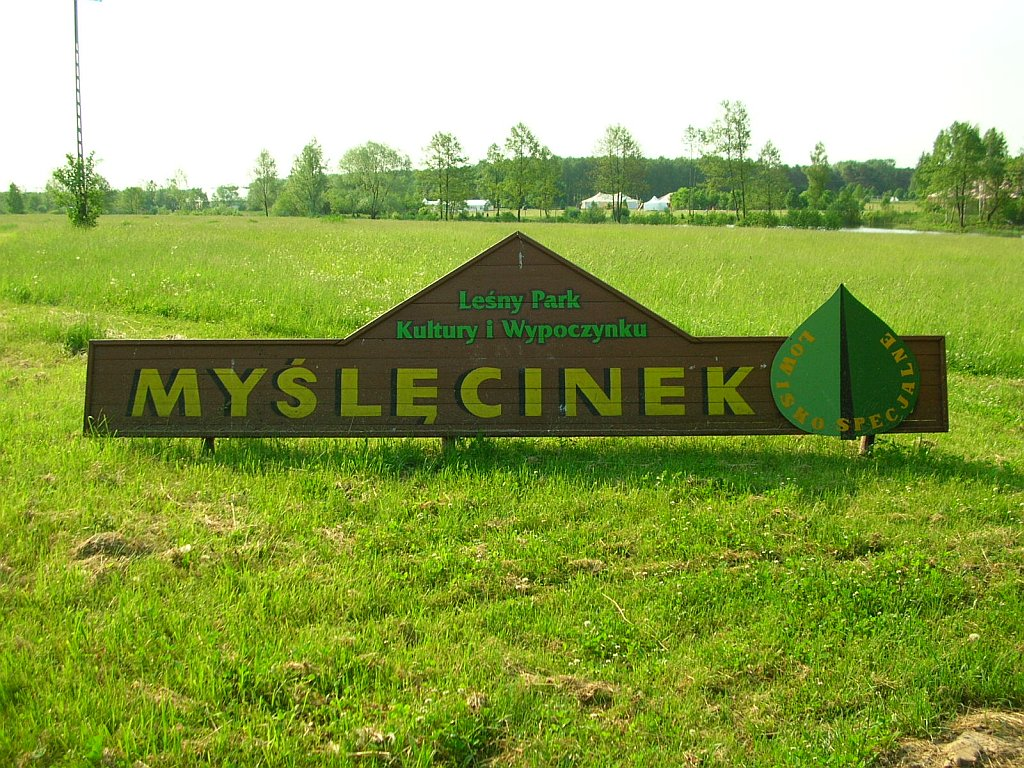
Panneau à l'entrée du lieu de la compétition – Myślęcinek Park

L'épreuve est organisée par l'IAAF. 398 athlètes représentant 41 nations prennent part aux championnats.

## Parcours
Les distances parcourues sont 12 km pour la course senior masculine, 8 km pour la course senior féminine et la course junior masculine, et 6 km pour la course junior féminine.

## Résultats

### Seniors

#### Hommes

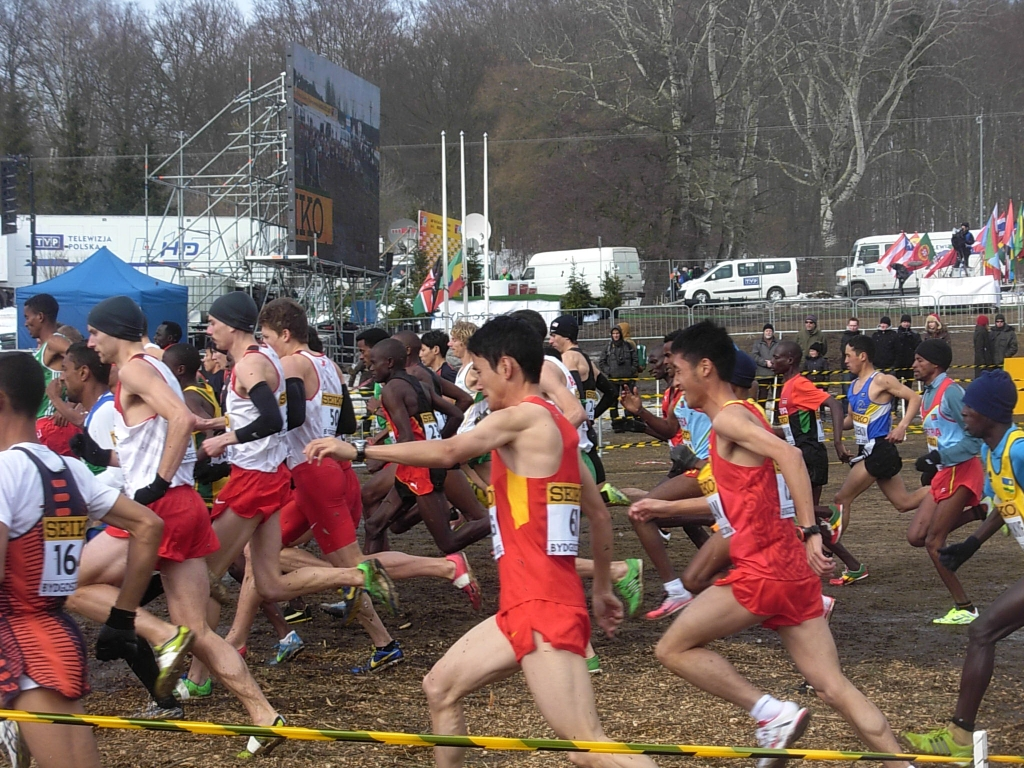
Course seniors hommes

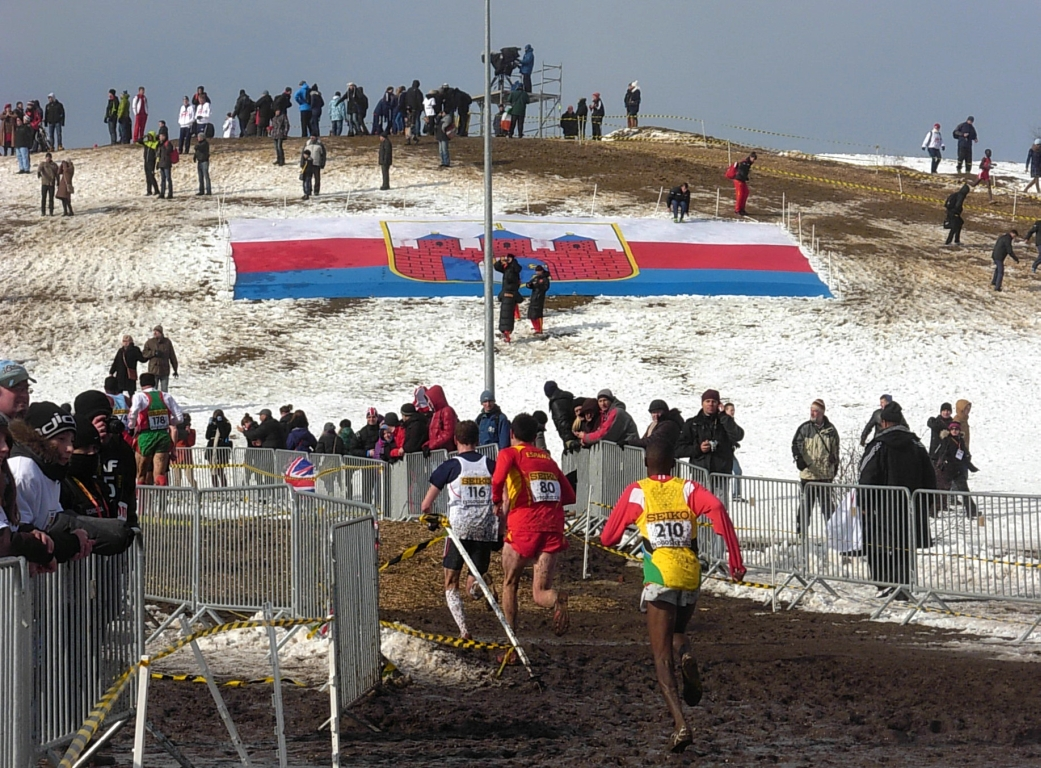
Course seniors hommes

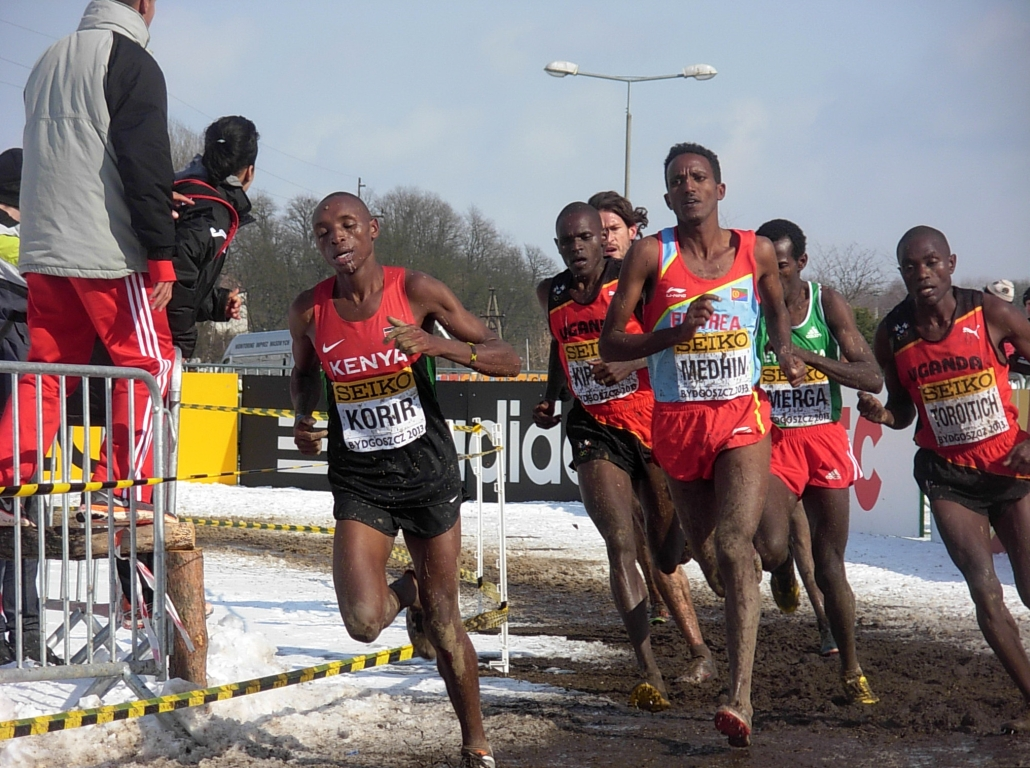
Tête de la course seniors hommes

| Place | Athlète            | Pays       | Temps       |
| ----- | ------------------ | ---------- | ----------- |
|       | Japhet Korir       | Kenya      | 32 min 45 s |
|       | Imane Merga        | Éthiopie   | 32 min 51 s |
|       | Teklemariam Medhin | Érythrée   | 32 min 54 s |
| 4     | Moses Kipsiro      | Ouganda    | 33 min 08 s |
| 5     | Timothy Toroitich  | Ouganda    | 33 min 09 s |
| 6     | Ben True           | États-Unis | 33 min 11 s |
| 7     | Goitom Kifle       | Érythrée   | 33 min 16 s |
| 8     | Collis Birmingham  | Australie  | 33 min 18 s |
| 9     | Feyisa Lilesa      | Éthiopie   | 33 min 22 s |
| 10    | Chris Derrick      | États-Unis | 33 min 23 s |

| Place | Équipes                                                                    | Points |
| ----- | -------------------------------------------------------------------------- | ------ |
|       | Éthiopie Imane Merga Feyisa Lilesa Abera Chane Tesfaye Abera               | 38     |
|       | États-Unis Ben True Chris Derrick Ryan Vail Robert Mack                    | 52     |
|       | Kenya Japhet Korir Hosea Macharinyang Geoffrey Kirui Timothy Kosgei Kiptoo | 54     |
| 4     | Érythrée                                                                   | 75     |
| 5     | Ouganda                                                                    | 76     |

#### Femmes

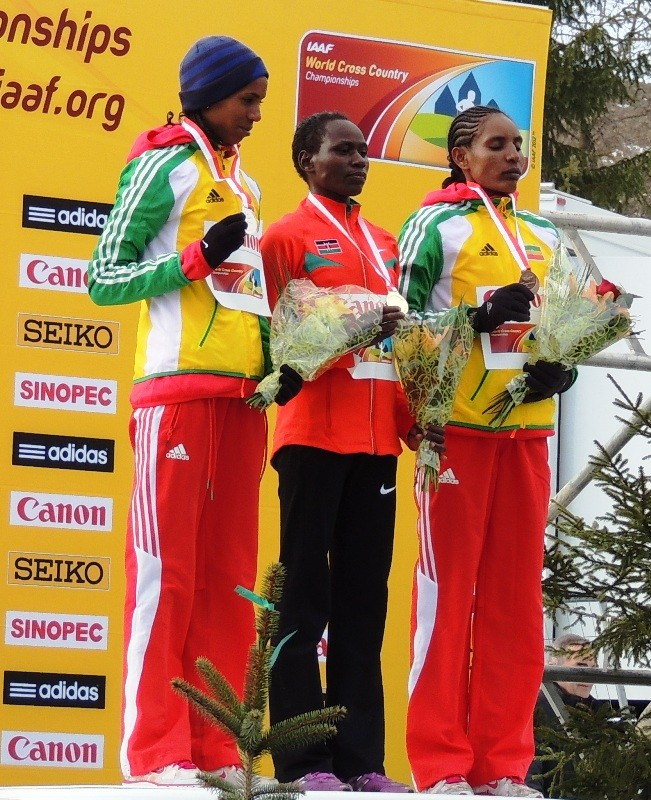
Podium de la course senior femmes

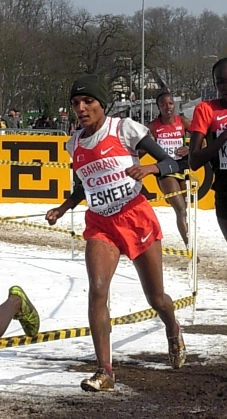
La Bahreïnienne Shitaye Eshete, quatrième de la course senior femmes

| Place | Athlète              | Pays     | Temps       |
| ----- | -------------------- | -------- | ----------- |
|       | Emily Chebet         | Kenya    | 24 min 24 s |
|       | Hiwot Ayalew         | Éthiopie | 24 min 27 s |
|       | Belaynesh Oljira     | Éthiopie | 24 min 33 s |
| 4     | Shitaye Eshete       | Bahreïn  | 24 min 34 s |
| 5     | Margaret Muriuki     | Kenya    | 24 min 39 s |
| 6     | Janet Kisa           | Kenya    | 24 min 46 s |
| 7     | Viola Kibiwot        | Kenya    | 24 min 46 s |
| 8     | Tejitu Daba          | Bahreïn  | 24 min 55 s |
| 9     | Juliet Chekwel       | Ouganda  | 24 min 58 s |
| 10    | Irene Chepet Cheptai | Kenya    | 25 min 01 s |

| Place | Équipes                                                       | Points |
| ----- | ------------------------------------------------------------- | ------ |
|       | Kenya Emily Chebet Margaret Muriuki Janet Kisa Viola Kibiwot  | 19     |
|       | Éthiopie Hiwot Ayalew Belaynesh Oljira Genet Yalew Sule Utura | 48     |
|       | Bahreïn Shitaye Eshete Tejitu Daba Kareema Jasim Genzeb Shumi | 73     |
| 4     | États-Unis                                                    | 90     |
| 5     | Irlande                                                       | 115    |

### Juniors

#### Hommes
| Place | Athlète               | Pays     | Temps       |
| ----- | --------------------- | -------- | ----------- |
|       | Hagos Gebrhiwet       | Éthiopie | 21 min 04 s |
|       | Leonard Barsoton      | Kenya    | 21 min 08 s |
|       | Muktar Edris          | Éthiopie | 21 min 13 s |
| 4     | Tsegay Tuemay         | Érythrée | 21 min 26 s |
| 5     | Conseslus Kipruto     | Kenya    | 21 min 40 s |
| 6     | Birhan Nebebew        | Éthiopie | 21 min 42 s |
| 7     | Ghirmay Ghebreslassie | Érythrée | 21 min 50 s |
| 8     | Dawit Weldesilasie    | Érythrée | 21 min 58 s |
| 9     | Ronald Kwemoi         | Kenya    | 21 min 58 s |
| 10    | Michael Bett          | Kenya    | 22 min 21 s |

| Place | Équipes                                                               | Points |
| ----- | --------------------------------------------------------------------- | ------ |
|       | Éthiopie Hagos Gebrhiwet Muktar Edris Birhan Nebebew Yihunilign Adane | 23     |
|       | Kenya Leonard Barsoton Conseslus Kipruto Ronald Kwemoi Michael Bett   | 26     |
|       | Maroc Mohammed Abid Zouhair Talbi Omar Ait Chitachen Hassan Ghachoui  | 65     |
| 4     | États-Unis                                                            | 106    |
| 5     | Japon                                                                 | 138    |

#### Femmes
| Place | Athlète                     | Pays     | Temps       |
| ----- | --------------------------- | -------- | ----------- |
|       | Faith Kipyegon              | Kenya    | 17 min 51 s |
|       | Agnes Jebet Tirop           | Kenya    | 17 min 51 s |
|       | Alemitu Heroye              | Éthiopie | 17 min 57 s |
| 4     | Caroline Chepkoech Kipkirui | Kenya    | 18 min 09 s |
| 5     | Ruti Aga                    | Éthiopie | 18 min 18 s |
| 6     | Sofiya Shemsu               | Éthiopie | 18 min 20 s |
| 7     | Rosefline Chepngetich       | Kenya    | 18 min 21 s |
| 8     | Sheila Chepngetich Keter    | Kenya    | 18 min 21 s |
| 9     | Buze Diriba                 | Éthiopie | 18 min 29 s |
| 10    | Alemitu Hawi                | Éthiopie | 18 min 35 s |

| Place | Équipes                                                                     | Points |
| ----- | --------------------------------------------------------------------------- | ------ |
|       | Kenya Faith Kipyegon Agnes Tirop Caroline Kipkirui Rosefline Chepngetich    | 14     |
|       | Éthiopie Alemitu Heroye Ruti Aga Sofiya Shemsu Buze Diriba                  | 23     |
|       | Royaume-Uni Emelia Gorecka Georgia Taylor-Brown Amy-Eloise Neale Bobby Clay | 81     |
| 4     | Japon                                                                       | 90     |
| 5     | Ouganda                                                                     | 99     |

## Tableau des médailles
| Rang  | Nation      | Or | Argent | Bronze | Total |
| ----- | ----------- | -- | ------ | ------ | ----- |
| 1     | Kenya       | 5  | 3      | 1      | 9     |
| 2     | Éthiopie    | 3  | 4      | 3      | 10    |
| 3     | États-Unis  | 0  | 1      | 0      | 1     |
| 4     | Bahreïn     | 0  | 0      | 1      | 1     |
| 4     | Érythrée    | 0  | 0      | 1      | 1     |
| 4     | Royaume-Uni | 0  | 0      | 1      | 1     |
| 4     | Maroc       | 0  | 0      | 1      | 1     |
| Total | Total       | 8  | 8      | 8      | 24    |